# 武江区
武江区，俗稱西河，是中国广东省韶关市下辖的一个市辖区，位于广东省北部、韶关市区武江以西，成立于1984年，因其境内流经的北江上游武江得名，面积677.78平方公里，區人民政府駐新華街道惠民南路。
武江区东以武江为界，南与曲江区白土镇、罗坑镇和乳源县大布镇接壤，西与乳源县洛阳镇、東坪镇、侯公渡镇、一六镇毗邻，北与乳源县游溪镇，浈江区犁市镇、十里亭镇相连。

## 名称由来
武江區因珠江水系北江上游武江流經境內而得名，另因地域處於武江（河）以西，故又俗稱西河。

## 行政区划
武江区下辖2个街道办事处、5个镇：
新华街道、惠民街道、西联镇、西河镇、龙归镇、江湾镇和重阳镇。

## 人口
根據第五次全国人口普查數據，截至2000年11月1日零時，武江區常住人口237,839人。據第六次全国人口普查數據，截至2010年11月1日零時，常住人口294,620人。2018年末，常住人口31.85萬人，戶籍總人口280,209人，其中城鎮人口212,814人，城鎮化率84.3%；鄉村人口67,395人；男性人口140,893人，女性人口139,316人；常住出生人口3,542人，人口出生率12.43%；死亡人口1,510人，人口死亡率5.30%；自然增長人口2,032人，人口自然增長率7.13%。
據第七次全国人口普查數據，截至2020年11月1日零時，常住人口373,686人。2021年末，人口29.9萬人。

### 民族
2018年，武江區居民以漢族為主，少數民族25個，超過100人的少數民族有4個，主要有瑤族、維吾爾族、回族；其中瑤族人口最多，主要集中在江灣鎮瑤族村，該村2018年瑤族有119戶，人口有655人。

### 語言
武江區方言多，有粵語、客家話、蝨婆聲、連灘話、船民話、瑤族勉語等方言。還有潮汕、清遠、河源、梅州、湖南、四川、河南等地方言。粵語區域面積、人口均佔全區的絕大部分，城鄉流行。客家方言主要分佈在龍歸等5個鎮的大部分地區。蝨婆聲主要分佈在重陽鎮、西聯鎮大部分農村、龍歸鎮後坪村和西河鎮向陽村、村頭村、大村村等。連灘話主要分佈在西河鎮什石園下壩村、黃塱中壩村。勉語主要分佈在江灣鎮瑤族村。

### 宗教
武江區宗教主要有佛教、基督教，依法正式登記宗教活動場所2個，分別為韶關市芙蓉禪寺、韶關市武江區基督教龍歸聚會點，批准籌建的宗教場所1個，為九歸禪寺。武江區信仰宗教教徒約470人，約佔該區戶籍人口0.15%，其中佛教教徒約400人、基督教教徒約70人。武江區有宗教教職人員9人，其中佛教僧尼7人。

## 經濟
2021年实现地区生产总值306.7亿元，经济增长以第二三产业为主。

## 交通

### 公路
- 240国道， 323国道， 京港澳高速公路， 韶关北环高速

### 鐵路
- 京廣高速鐵路：韶關站